# 匈牙利希臘禮天主教尼賴吉哈佐教區
匈牙利希臘禮天主教尼賴吉哈佐教區是匈牙利一個東儀天主教教區（匈牙利希臘禮），屬豪伊杜多羅格總教區。
教區成立於2015年3月20日升為教區。現任教區主教為亞伯爾·索奇卡。